# Serrat de Can Vilatort
La Serrat de Can Vilatort és una serra situada entre els municipis de Fogars de Montclús i de Sant Esteve de Palautordera a la comarca del Vallès Oriental, amb una elevació màxima de 393 metres.